# Félix Cazot
Félix Cazot (Orleans, 6 d'abril de 1790 - París, 24 de desembre de 1857) fou un pianista, compositor i pedagog francès.
Estudià en el conservatori de París i el 1812 aconseguí el Prix de Rome per la seva cantata Madame de la Vallière. Dos anys més tard es va casar amb la cantant Josephine Armand, a la que seguí a Brussel·les, on van romandre ambdós esposos durant deu anys.
El 1825 retornaren a París, i Félix es dedicà a l'ensenyança del piano, i va escriure un Mètode per aquest instrument.